# Calycuoniscus spinosus
Calycuoniscus spinosus är en kräftdjursart som beskrevs av Walter E. Collinge 1917. Calycuoniscus spinosus ingår i släktet Calycuoniscus och familjen Dubioniscidae. Inga underarter finns listade i Catalogue of Life.